# Джордж Абела
Джордж Абела (на малтийски: George_Abela) е малтийски политик. Избран е за 8-и президент на Република Малта.

## Биография
Роден е на 22 април 1948 г. в Корми (Qormi), Малта. Завършва Университета в Малта през 1975 г.
След дипломирането си работи като адвокат, участва активно в дейността на синдикатите. През 1982 – 1992 г. е президент на Футболната асоциация на Малта, прави много за развитието на спортната инфраструктура.

### Политика
Като член на Малтийската лейбъристка партия е избран за неин заместник-председател през 1996 г. След спечелването от партията на парламентарните избори става съветник на министър-председателя Алфред Сант. Поради разногласия през следващата година подава оставка. През 1998 г. напуска партийния пост, а през 2000 г. подава оставка от ръководството на Съюза.
След това се занимава с частна юридическа практика. През 2008 г. след оставката на Алфред Сант участва в избора на лидер на Лейбъристката партия и след балотаж заема 2-рото място с приблизително 34 % от гласовете.
През 2009 г. министър-председателят Лорънс Гонзи предлага Абела да бъде избран за президент. Парламентът на Малта одобрява Джордж Абела за 8-ия президент на Република Малта на 1 април 2009 г. Тъй като страната се управлява от консервативна националистическа партия, това е първият случай на избирането на президента на Малта от опозицията.
Джордж Абела встъпва в длъжността президент на Република Малта на 4 април 2009 г.